# Seberi
Seberi is een gemeente in de Braziliaanse deelstaat Rio Grande do Sul. De gemeente telt 11.098 inwoners (schatting 2009).